# Pacific Islands Rugby Alliance

Logo des Verbandes

Die Pacific Islands Rugby Alliance (PIRA) (deutsch etwa Rugby-Bündnis der Pazifischen Inseln) ist eine seit 2002 bestehende Kooperation zwischen den Rugbyverbänden Fidschis, Samoas und Tongas. 
Niue und die Cookinseln sind ebenfalls Mitglieder des Bündnisses, obwohl sie nicht Teilnehmer des Pacific-Tri-Nations-Turniers waren. Beide Verbände sind jedoch berechtigt Spieler an die Pacific Islanders abzustellen, wovon sie auch Gebrauch machen. 
Im Jahr 2009 zog sich Samoa aus der Kooperation zurück. Der samoanische Verband tat dies nachdem das International Rugby Board die Touren der Pacific Islanders nur noch alle vier Jahre erlaubte und die gemeinsamen Spiele nicht den erhofften finanziellen Erfolg brachten.